# 릭 제네스트
릭 제네스트(영어: Rick Genest, 1985년 8월 7일~2018년 8월 1일)는 캐나다의 공연가, 배우, 패션모델이었다. 온몸에 문신을 해서 좀비 보이(Zombie Boy)라는 이름으로도 잘 알려져 있다. 2011년에 레이디 가가의 'Born This Way' 뮤직비디오에 출연한 것으로 유명하다.

## 개인 생활
제네스트는 퀘벡의 샤또게에서 태어났다. 온몸에 문신을 하기 전, 뇌종양 진단을 받았다. 제네스트는 합병증으로 수술을 받기 전에 수술 대기자 명단에 올라 있었던 6개월 동안 자신의 삶과 죽음에 대해 고민했다.
제네스트는 현재 몸에 곤충 문신(176개)과 인간 뼈 문신(139개)을 가장 많이 새긴 사람으로 기네스북 기록을 가지고 있다.

## 활동
살아있는 해골이라는 콘셉트로 제네스트는 캐나다 전역의 사이드쇼와 괴물 쇼에서 일했다. 얼굴 문신을 시작한 지 얼마 되지 않은 2006년 11월 13일, BME's ModBlog라는 블로그의 게시물을 통해 대중들에게 '좀비 보이'로 알려졌다. 제네스트의 첫 인터뷰는 2008년 3월에 이루어졌고, 그때 문신은 지금과 같은 수준으로 완성되었다. 이 인터뷰에서 제네스트는 BME의 블로그 게시물처럼, 자신이 '해골 보이'보다는 '좀비 보이'라고 불리는 걸 좋아한다고 밝혔다.
RzyM's Channel에서도 제네스트를 소개하였고, 이는 점점 더 주류 언론 보도로 이어졌다. 2008년 6월에 엽기 특집 잡지에도 출연했다. 루 다이아몬드 필립스도 출연한 2009년작 영화 '카니(Carny)'에서 제네스트는 카니발에서 문신을 새긴 사람으로 나왔다. 2010년 여름, 카니바엘 룬블루에도 다녀왔다.

### 모델
2011년 1월 19일에 프랑스의 패션 디자이너 Thierry Mugler의 가을/겨울 남성 컬렉션에 실렸다. Mugler의 감독인 Formichetti가 제네스트를 캐스팅한 뒤 브랜드 웹 사이트의 헤드라인을 장식했다. 이를 본 레이디 가가의 요청으로 계획하지 않았던 남성복 쇼를 하게 되었다. 제네스트의 쇼는 Formichetti에게 여러 도움을 주었다. 쇼에는 페루의 패션 작가 마리아노 비방코가 제네스트를 찍은 영상도 나왔다. 제네스트는 레이디 가가와 2011년 가을/겨울 패션쇼에서 함께했다.
2011년 2월 27일, 제네스트는 레이디 가가의 'Born This Way' 뮤직비디오에 출연했다. 레이디 가가는 제네스트의 문신을 묘사하기 위해 화장을 했다. 제네스트는 "Hard To Be Passive"의 Vogue Hommes Japan 6호 잡지에 실렸다. GQ 스타일 여름호에서 포미체티와 제네스트는 인터뷰를 했고, 카림 사들리의 사진 편집을 위해 머글러에서 촬영했다.
2011년 말에 Dermablend 전문 화장품을 홍보하는 "Go Beyond the Cover"라는 캠페인에 출연하였고, 이 캠페인은 메이크업 팀이 제네스트의 머리, 몸통, 팔, 등의 일부 문신을 컨실러 제품으로 덮는 비디오에 등장하였다. 그리고 나서 그 광고는 "어떻게 판단하는가?"라는 문구로 앉아 있는 그를 보여준다. 그리고 나서 제네스트는 화장품의 일부를 제거하는데, 가슴 부분부터 시작하여 그 아래 문신을 드러내고, 얼굴까지 이어진다. 그 다음 비디오는 커버가 거꾸로 재생되는 과정을 보여준다. 이 캠페인의 상업적 성공으로 L' Oreal과 2년 계약을 맺게 되었고, 제네스트는 최초의 남성 홍보대사가 되다. 또한 호노라타 스카르베크의 뮤직 비디오 "Sabotage"에 출연했으며, 2012년 1월 19일에 발표되었다.
2012년, 샌디에이고 코믹콘을 위해 토니더 인형 회사는 제너스트 한정판 캐릭터 '좀비 보이'를 제작했다. 제네스트도 그 인형을 샀다. 각 인형에는 제네스트가 서명한 진품 증명서가 들어 있다. 이 캐릭터 인형은 500개의 인형으로 제한되었는데, 2012년 7월 27일 기준으로 모두 팔렸다.
2012년 9월, 제네스트는 유럽에서 다시 시작된 Jay-Z 음악 패션 레이블 Roc-A-Wear의 모델이 되었다.

### 배우, 가수
키아누 리브스가 출연한 2013년작 영화 '47 로닌'에서 '외계인' 역으로 캐스팅되었다. 포스터와 예고편 등 영화의 마케팅에 등장했지만, 최종 버전에서 대부분 편집되었다.
2013년 5월 21일에 발매된 싱글 음반 "Dirty Rejects"에서 영국 솔로 가수인 KAV와 협력했다. 둘은 2013년 로스앤젤레스에서 앨범 프로젝트와 "몬스터 VS 더 월드"라는 비디오를 녹음하는 데 시간을 보냈다.
2015년 1월, 제네스트는 Rob Zombie 기타리스트인 Riggs와 다가오는 앨범을 작업하고 있었다. 리그스를 특징으로 하는 좀비 보이 음악이다. 공포 뉴스 사이트 'Bloody Disgusting'에서는 이번 앨범에 수록될 6곡의 샘플이 담긴 'Zombie Boy 666 Medley' 비디오가 공개되었다.
2017년 6월, TEDx #DISRUPTyou 프로젝트의 일환으로 제네스트는 "Normal is afaction(평범한 것은 환상)"이라는 비디오를 발표했다. 이 비디오에서 뇌종양에 대한 경험을 자세히 설명했다.
2019년에 공개될 예정인 3.5m 높이의 'Self-Conscious Gene' 조각상은 영국 런던 과학 박물관의 새로운 영구 조형물이 될 것이다. 이 조각상은 영국 예술가 마크 퀸이 만든다.

## 사망
2018년 8월 1일, 제네스트는 자신이 살던 캐나다 몬트리올 Plateau-Mont-Royal 아파트의 발코니에서 떨어진 뒤 사망한 채로 발견되었다. 경찰은 캐나다 방송국 CBC에서 자살이라고 밝혔다. 몇몇 친척들과 친구들은 사고였다고 믿는다. 유서는 남기지 않았으며, 부검 결과 약물 복용 흔적는 발견되지 않았다. 비슷한 키인 제네스트의 매니저는 발코니 난간이 겨우 엉덩이 아래까지 올 뿐이라며, 자살이라는 경찰의 발표를 지적했다.

## 출연 작품
| 연도   | 제목                | 역              | 비고                                            |
| ------ | ------------------- | --------------- | ----------------------------------------------- |
| 2009년 | Carny               | Carny           |                                                 |
| 2013년 | Aquario             | Zombie Boy      | 단역                                            |
| 2013년 | 47 로닌             | Foreman(외계인) |                                                 |
| 2013년 | In Faustian Fashion | Phoenix         | 제작자로도 일했음 단역                          |
| 2014년 | Love at Last Sight  | Zombie Boy      | 몬트리올 세계 영화제 선정 단역                  |
| 2017년 | 무언의 목격자       | El Buitre       | BBC 원 TV 시리즈 시리즈 20, 에피소드 1부 및 2부 |